# Ascogaster argentea
Ascogaster argentea är en stekelart som beskrevs av David Timmins Fullaway 1919. 
Ascogaster argentea ingår i släktet Ascogaster och familjen bracksteklar. Inga underarter finns listade.